# Костів (Сумський район)
Ко́стів — село в Україні, у Лебединській міській громаді Сумського району Сумської області. Населення становить 126 осіб. До 2020 орган місцевого самоврядування — Рябушківська сільська рада.

## Географія
Село Костів знаходиться на відстані 3,5 км від річок Вільшанка і Олешня. За 2 км розташоване село Рябушки. По селу протікає пересихаючий струмок з загатою. Поруч проходить автомобільна дорога Т 1913.

## Історія
За даними на 1864 рік на казеному хуторі Рябушкинської волості Лебединського повіту Харківської губернії мешкало 475 осіб (258 чоловічої статі та 217 — жіночої), налічувалось 76 дворових господарств.
Станом на 1914 рік кількість мешканців зросла до 1049 осіб.
12 червня 2020 року, відповідно до Розпорядження Кабінету Міністрів України № 723-р «Про визначення адміністративних центрів та затвердження територій територіальних громад Сумської області», увійшло до складу Лебединської міської територіальної громади.
19 липня 2020 року, після ліквідації Лебединського району, село увійшло до Сумського району.